# 烏來赤箭
烏來赤箭（學名：Gastrodia uraiensis）是天麻屬的一種植物，是台灣特有種，分布於台北盆地南方的烏來山區。於2-3月開花，其花較親緣關係接近的春赤箭與日本赤箭（Gastrodia nipponica）的為小，花冠筒長9-13公分，開口處的裂片稍微外翻，且唇瓣上有4條不太明顯的縱脊。